# Tobi Vail
Tobi Celeste Vail, född 20 juli 1969 i Auburn, Washington, är en amerikansk artist och feministisk kritiker. Hon är mest förknippad med Olympia, Washington och bandet Bikini Kill. Vail gick med i bandet The Go Team när hon var femton år gammal och har efter det arbetat tillsammans med flera artister och grupper från Olympia. Hon har även varit en framträdande person inom riot grrrl-rörelsen.
Hon var i ett förhållande med Nirvanas sångare Kurt Cobain 1991 och tros ha varit inspirationen för låten "Smells Like Teen Spirit".

## Diskografi

### The Go Team

#### Singlar
- "Sand/Jigsaw" (januari 1989)
- "Outside/Stay Ready" (februari 1989) med Billy Karren, Louise Olsen, Dave Nichols
- "Breakfast In Bed/Safe Little Circles" (mars 1989) med The Legend!
- "Milquetoast Brigade/She Was Sad" (april 1989) med Jeffery Kennedy
- "Ribeye/935 Patterson" (maj 1989)
- "Go Team Call/Three Ways To Sunday" (juni 1989) med Quang H., Billy Karren, Brad Clemmons
- "Scratch It Out/Bikini Twilight" (juli 1989) med Tamra Ohrmund, Louise Olsen, Donna Dresch, Kurt Cobain
- "Tummy Hop/Maverick Summer" (augusti 1989) med Brad Clemmons
- "The Pines of Rome" (september 1989) med Brad Clemmons

#### Kassettband
- Recorded Live at the Washington Center for the Performing Arts
- Your Pretty Guitar med Steve Peters
- Archer Come Sparrow
- Donna Parker Pop

### Bikini Kill

#### Album
- Revolution Girl Style Now! (1991)
- Bikini Kill (EP) (1991)
- Yeah Yeah Yeah Yeah (1993)
- The C.D. Version of the First Two Records (1993)
- Pussy Whipped (1994)
- Reject All American (1996)
- Yeah Yeah Yeah Yeah (2014)[5]

#### Singlar
- "New Radio/Rebel Girl" (1993)
- "The Anti-Pleasure Dissertation" (1994)
- "I Like Fucking/I Hate Danger" (1995)

### The Frumpies

#### EPs
- Alien Summer Nights (1993)
- Babies and Bunnies (1993)
- Tommy Slich (1993)
- Safety First (1994)
- Eunuch Nights (1998)
- Frumpies Forever (2000)

#### Album
- Frumpie One-Piece (samlingsalbum, 1998)

### Spider and the Webs
- Spider and the Webs (2005)
- Spider Magic (2015)
- Frozen Roses (EP 2006)

### The Old Haunts
Album
- Poisonous Times (2008)